# Frihedskæmperne
Frihedskæmperne ili u prijevodu Stranka boraca za slobodu (Frihedspartiet, FP) danska je politička stranka koja promiče euroskepticizam.
Stranku su osnovali 7. srpnja 2007. Ruth Evensen, nekadašnja pastorica slobodne evangeličke crkve  Faderhuset,  Eivind Fønss and Agner Dalgaard.
Osim što se zalaže za izlazak Danske iz Europske unije, stranka se bori protiv legalizacije pobačaja te podržava sve vrijednosti koje promiče pro-life pokret. Na tom području surađuje s Kršćanskim demokratima, koji se zalažu za pravo na život od začeća, što je potvrdila i znanost, do prirodne smrti.

## Poveznice
- Pro-life pokret
- Evangelička crkva